# Bistrups sogn, Hjørrings kommun
Bistrups sogn (danska: Bistrup Sogn) är en församling i Hjørrings södra kontrakt (provsti) i Ålborgs stift i Danmark. Församlingen ligger i Hjørrings kommun i Region Nordjylland. Den hörde före kommunreformen 1970 till Vennebjergs härad i Hjørring amt.
Den 1 januari 2012 hade församlingen 4 293 invånare, varav 3 833 (89,28 procent) var medlemmar i Danska folkkyrkan.

## Kyrkobyggnader
- Bistrups kyrka